# Linnville
Linnville, i vissa källor Linville, var en liten hamnstad vid Lavaca Bay i Texas, grundad 1831. Staden som 1839 hade omkring 200 invånare var en viktig inskeppningshamn för varor till La Baca-distriktet. Flera av dåtidens kända texasföretagare hade stora varulager i staden. Under kriget mellan Texas och Mexiko fanns i Linnville ett stort militärt vapenlager. 
Staden plundrades på allt av värde och brändes ner till grunden (ett hus stod kvar) av comancher 8 augusti 1840 och återuppbyggdes aldrig. Platsen, som nu delvis ligger under vatten, är sedan 1846 belägen i det då bildade Calhoun County.